# Masaaki Kato
Masaaki Kato (født 22. december 1958) er en japansk fodboldspiller.

## Japans fodboldlandshold
| Japans landshold | Japans landshold | Japans landshold |
| År               | Kmp              | Mål              |
| ---------------- | ---------------- | ---------------- |
| 1981             | 3                | 1                |
| Total            | 3                | 1                |